# Jarchinio Antonia
Jarchinio Angelo Roberto Antonia (* 27. prosince 1990, Amsterdam, Nizozemsko) je nizozemský fotbalový útočník s kořeny z Curaçaa, který v současnosti působí v klubu FC Groningen. Hraje na pravém křídle.

## Klubová kariéra
3. května 2015 přihrál při vítězství 2:0 nad PEC Zwolle ve finále nizozemského poháru na oba góly slovenskému záložníkovi Albertu Rusnákovi, pro Groningen to byl historický první triumf v soutěži.